# Diamant de dues bandes
El diamant de dues bandes o diamant de Bichenov (Stizoptera bichenovii) (de vegades filogenèticament denominat Taeniopygia bichenovii o Poephila bichenovii) és un ocell, de l'ordre dels passeriformes i la família dels estríldids, propi d'Austràlia.

## Taxonomia
Inclòs generalment al gènere Taeniopygia, en època recent ha estat classificat al monotípic gènere Spizoptera Oberholser, 1899, pel Congrés Ornitològic Internacional, versió 11.1, 2021,
arran treballs com ara el de Olsson et Alström 2020

## Descripció
El color del seu plomatge, sense ser de les brillants tonalitats que posseeixen altres estríldids, és bastant agradable a la vista. La cara, a la zona de les galtes, on ressalta el negre dels seus ulls. Ambdues galtes es troben emmarcades per una prima línia negra. La part superior del cap, el llom i l'extrem superior extern de les ales són d'un marró clar. Les ales rematen en un to castany fosc amb una multiplicitat de petites taques blanques. El pit, sota el collaret negre que emmarca el rostre, és de color vori, separat de l'abdomen, amb prou feines més fosc, per una nova prima línia negra. Les plomes de la cua són d'un marró molt fosc.

## Característiques físiques
La longitud d'aquesta au, des del bec a la punta de les plomes cabals, no supera els 10 cm.